# Villeneuve-la-Rivière
Villeneuve-la-Rivière là một xã thuộc tỉnh Pyrénées-Orientales trong vùng Occitanie phía nam Pháp. Xã này nằm ở khu vực có độ cao trung bình 20 mét trên mực nước biển.